# 공유지 조례 (1785년)
1785년 공유지 조례(Land Ordinance of 1785)는 1785년 5월 20일 미합중국 연합 회의에서 채택된 법률이다.

## 개요
연합 규약에서 규정되어 1781년에 발족한 연합회의는 미합중국의 주민에게 과세를 부과할 직접적인 권한이 없었다. 이 조례의 목적은 미국 독립 전쟁의 결과 영국에서 얻은 서부의 광대한 영토를 매각해 현금을 확보하자는 것이었다.
이 공유지 조례에는 새로운 영토의 정치 조직화 규정도 포함되어 있었다. 이에 앞서 1784년의 공유지 조례에서는 애팔래치아산맥의 서쪽, 오하이오강 북쪽, 미시시피강 동쪽의 땅을 10개 주로 나눌 것을 규정하고 있었다. 그러나 이 조례에서는 어떻게 하면 그 영토가 주가 되고, 주로 승격하기 전에 어떻게 통치하고, 또한 개척하는 방법을 규정하고 있지 않았다. 〈1785년 공유지 조례〉는 1787년 〈북서부 조례〉와 함께 이러한 정치적 필요를 충족시키고자 의도된 것이었다.

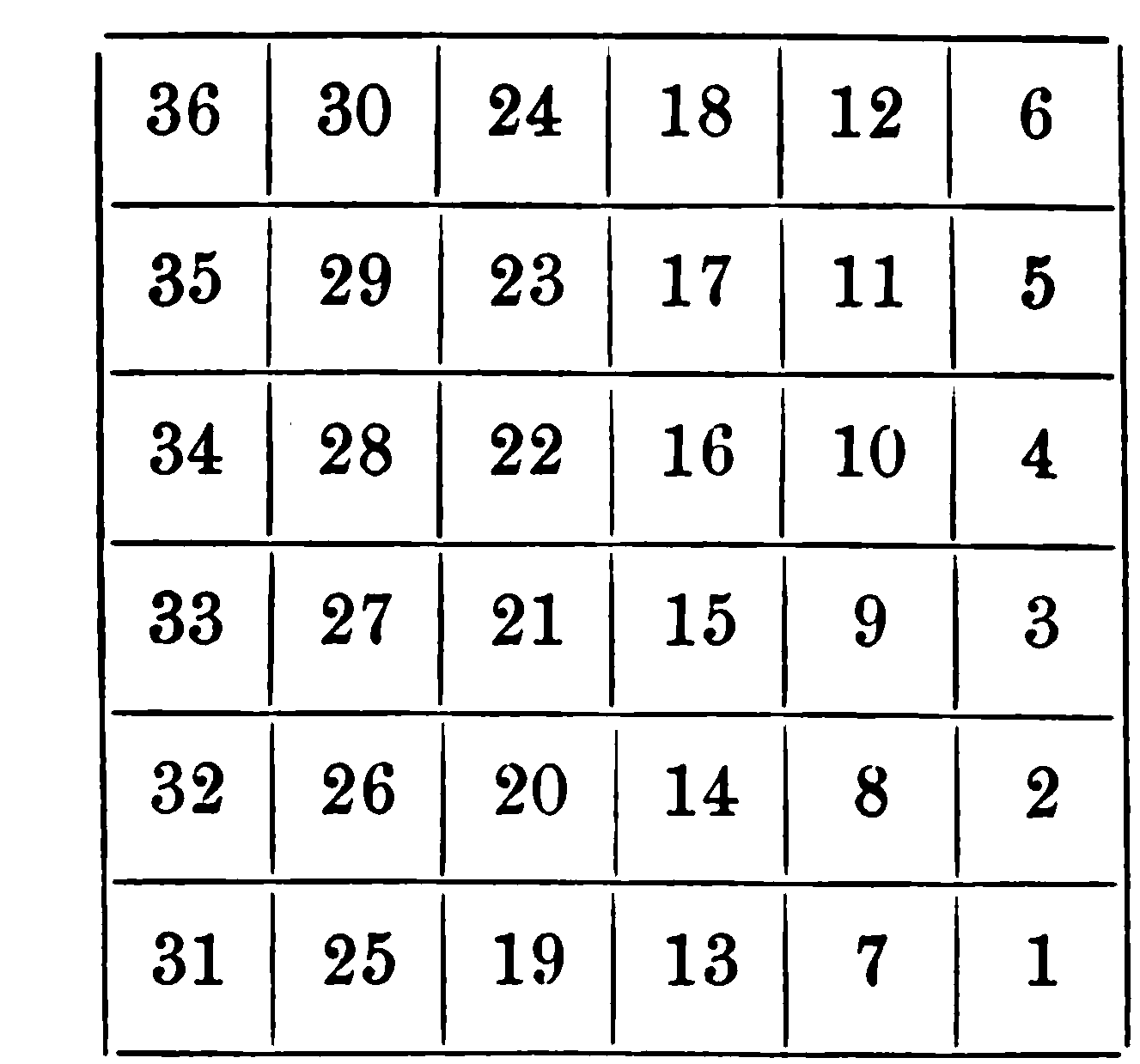
공유지 조례 카운티 지역과 도시 지역의 개념도, 5월 20일, 1785

이 조례는 1862년 〈홈스테드법〉이 제정될 때까지, 미국의 토지 정책에 관한 기본 조항을 규정하고 있었다. 특히 중요한 것은 공유지 측량 시스템의 기초를 만든 것이다. 당초 측량은 토마스 허친스에 의해 이루어졌다. 허친스가 1789년에 죽은 후에는 측량 국장이 측량의 책임을 맡게 되었다. 토지 측량은 한 변이 6마일(9.6 km)로 정한 군구(township)를 바탕으로 체계적으로 이루어졌다. 1개의 군 지역은 한 변이 1마일(1.6 km)에 면적이 1평방 마일(2.6 km2, 640 에이커)의 도시 구획으로 나뉘며, 1군 · 구에 36개의 도시 구획이 있도록 했다. 이 도시 구획은 개척자와 땅 투기업자에게 매각할 때의 단위이며, 더욱 세분화 될 수 있었다.
이 조례에서는 공공 교육 시설을 갖춘 구조를 만들 것도 규정했다. 각 군구 중 오른쪽 그림의 제16 도시 구는 공공 교육 시설을 위해 예비되었다. 현재 많은 학교가 각 군구 제16 가구에 위치해 있다. 그러나 그 도시 구획의 토지도 교육 자금을 얻기 위해 매각되었다. 이론적으로는 제8, 제11, 제26 및 제29 도시 구획을 연방 정부가 독립 전쟁에 참전한 군인에 대한 보상을 위해 마련해 두었는데, 오하이오의 실제를 검시해 보면 반드시 그렇게 되지는 않는다. 1785년 측량 시작 지점은 북서부 영토에서 가장 동쪽이었던 오하이오, 펜실베니아, 버지니아 (현재는 웨스트버지니아) 주 경계선이 모여 오하이오 강 북안, 이스트 리버풀 가까이에 있었다고 했다. 이 지점의 바로 북쪽, 오하이오 도로 30호선과 펜실베니아 도로 68호선이 교차하는 곳에 역사 명판이 있다.

## 같이 보기
- 북서부 조례
- 북서부 영토
- 공유지 측량 시스템